# Hessisches Ministerium für Wirtschaft, Energie, Verkehr, Wohnen und ländlichen Raum

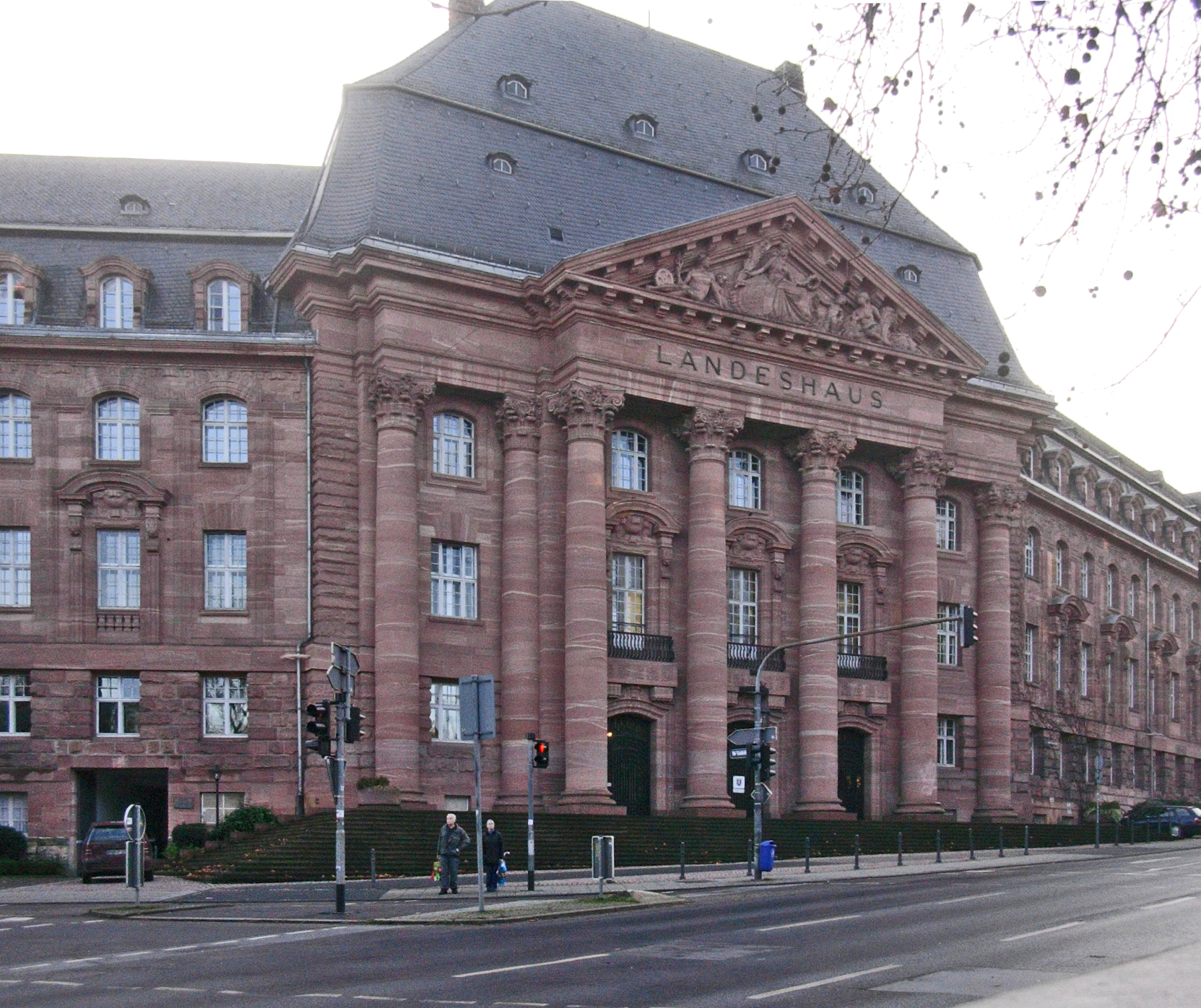
Das Landeshaus ist Sitz des Ministeriums.

Das Hessische Ministerium für Wirtschaft, Energie, Verkehr, Wohnen und ländlichen Raum (HMWVW) ist eine von zehn Obersten Landesbehörden des Landes Hessen. Es hat seinen Sitz im Landeshaus in der Landeshauptstadt Wiesbaden. Gegenwärtiger Staatsminister ist der Sozialdemokrat Kaweh Mansoori. Staatssekretäre sind Umut Sönmez und Ines Fröhlich (beide SPD). Die Behörde hieß von Januar 2014 bis Januar 2019 Ministerium für Wirtschaft, Energie, Verkehr und Landesentwicklung und trug zuvor verschiedene andere Namen.

## Aufgaben
Das Ministerium zeichnet für die Planfeststellung von Bundesstraßen und Autobahnen im Rahmen der Auftragsverwaltung des Bundes sowie für Landesstraßen verantwortlich. Im Bereich der Infrastruktur werden auch weitere Verfahren aus dem Hause koordiniert, zum Beispiel die Planfeststellung des Ausbaus des Flughafens Frankfurt.
Das Ministerium ist die Börsenaufsichtsbehörde für das Land Hessen und damit für die Aufsicht über Deutschlands wichtigste Börsen, die Frankfurter Wertpapierbörse und die Terminbörse Eurex, zuständig.
Im Ministerium ist außerdem die hessische Verwaltungsbehörde für den Europäischen Fonds für regionale Entwicklung (EFRE), dem für Hessen wichtigsten EU-Strukturfonds, angesiedelt. Zu weiteren Zuständigkeiten gehören die Landesplanung sowie Dorferneuerung.
Das Ministerium hatte im Jahr 2013 etwa 420 Mitarbeiter. Insgesamt waren etwa 6.144 Mitarbeiter im Wirtschaftsressort tätig.

### Unmittelbar nachgeordnete Behörden
Die unmittelbar nachgeordnete Behörden des Ministeriums sind:
- Hessen Mobil – Straßen- und Verkehrsmanagement
- Hessisches Landesamt für Bodenmanagement und Geoinformation
- TÜH Staatliche Technische Überwachung Hessen
- Hessische Eichdirektion

### Staats-, Fach- und Rechtsaufsicht
Das Ministerium übt die Staatsaufsicht über zahlreiche Einrichtungen der Wirtschaft aus:
- Industrie- und Handelskammern
- Handwerkskammern und Landesinnungsverbände
- Einigungsstellen nach § 15 UWG
- Frankfurter Wertpapierbörse, Eurex-Deutschland und andere Handelsplattformen
- Sparkassen- und Giroverband Hessen-Thüringen
- Landesbank Hessen-Thüringen – Girozentrale –
- Nassauische Sparkasse
- Frankfurter Sparkasse
- Genossenschaftliche Prüfungsverbände
- Ingenieurkammer Hessen
- Architekten- und Stadtplanerkammer Hessen
- Hessische Landgesellschaft mbH (soweit nicht die Beteiligungszuständigkeit des Ministeriums der Finanzen betroffen ist)
- Teilnehmergemeinschaften nach dem Flurbereinigungsgesetz

Der Fachaufsicht des Ministeriums unterstehen:
- Sterbekasse für den öffentlichen Dienst des Regierungsbezirks Kassel
- Evangelische Zusatzversorgungskasse Darmstadt
- Gemeinnützige Haftpflichtversicherungsanstalt Darmstadt
- Kommunale Zusatzversorgungskassen

Der Rechtsaufsicht des Ministeriums untersteht darüber hinaus die Wirtschafts- und Infrastrukturbank Hessen als Förderbank des Landes Hessens.

## Geschichte
Im Kabinett Geiler wurde 1945 das Ministerium für Wirtschaft und Verkehr gebildet. Dieses bestand bis 9. November 1949 auch im Kabinett Stock und wurde ab 9. November 1949 in das Ministerium für Arbeit, Landwirtschaft und Wirtschaft überführt. Im Kabinett Zinn I wurde das Ministerium ab dem 14. Januar 1953 als Ministerium für Arbeit, Wirtschaft und Verkehr bezeichnet. Im Kabinett Zinn III wurden Arbeit und Wirtschaft wieder geteilt und der Name des Ministeriums war wieder Ministerium für Wirtschaft und Verkehr. 1969 im Kabinett Osswald I wurde das Ministerium erneut neu zugeschnitten und umfasste nun Wirtschaft und Technik. 1991 erweiterte sich im Kabinett Eichel I der Aufgabenbereich des Ministeriums auf Wirtschaft, Verkehr und Technologie und ab dem 1. Februar 1994 auf Wirtschaft, Verkehr, Technologie und Europaangelegenheiten. 1995 lautete der Name Ministerium für Wirtschaft, Verkehr und Landesentwicklung. Mit der Ernennung des Kabinetts Bouffier II erhielt das Ministerium am 18. Januar 2014 den Namen Hessisches Ministerium für Wirtschaft, Energie, Verkehr und Landesentwicklung. Bei der Ernennung des Kabinetts Bouffier III im Januar 2019 wurde die Bezeichnung wiederum zu Ministerium für Wirtschaft, Energie, Verkehr und Wohnen geändert. Seit der Bildung des Kabinetts Rhein II heißt die Behörde Ministerium für Wirtschaft, Energie, Verkehr, Wohnen und ländlichen Raum.

## Bisherige Minister

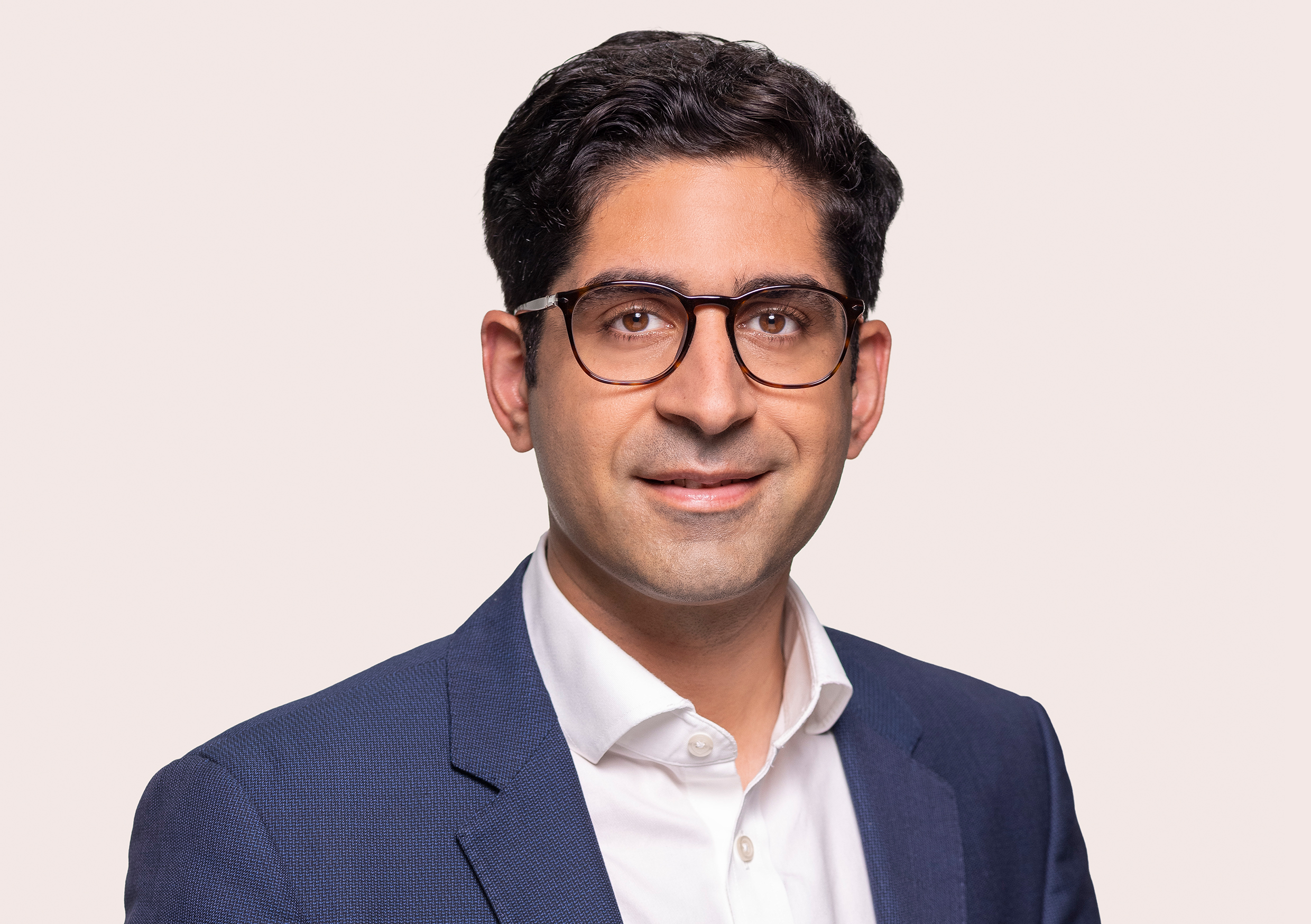
Staatsminister Kaweh Mansoori (2021)

| Name                                                                    | Amtsantritt                                                          | Kabinett                                  | Partei                              |
| Minister für Wirtschaft und Verkehr                                     | Minister für Wirtschaft und Verkehr                                  | Minister für Wirtschaft und Verkehr       | Minister für Wirtschaft und Verkehr |
| ----------------------------------------------------------------------- | -------------------------------------------------------------------- | ----------------------------------------- | ----------------------------------- |
| Rudolf Mueller                                                          | 1. November 1945                                                     | Geiler                                    | parteilos                           |
| Werner Hilpert (kommissarisch)                                          | 1. Oktober 1946                                                      | Geiler                                    | CDU                                 |
| Harald Koch                                                             | 20. Dezember 1946                                                    | Stock                                     | SPD                                 |
| Christian Stock (kommissarisch)                                         | 31. Oktober 1949                                                     | Stock                                     | SPD                                 |
| Minister für Arbeit, Landwirtschaft und Wirtschaft                      |                                                                      |                                           |                                     |
| Albert Wagner                                                           | 9. November 1949                                                     | Stock                                     | SPD                                 |
| Heinrich Fischer                                                        | 14. Dezember 1950                                                    | Zinn I                                    | SPD                                 |
| Minister für Arbeit, Wirtschaft und Verkehr                             |                                                                      |                                           |                                     |
| Heinrich Fischer                                                        | 14. Januar 1953                                                      | Zinn I                                    | SPD                                 |
| Gotthard Franke                                                         | 17. Dezember 1954                                                    | Zinn II                                   | GB/BHE                              |
| Minister für Wirtschaft und Verkehr                                     |                                                                      |                                           |                                     |
| Gotthard Franke                                                         | 11. Dezember 1958                                                    | Zinn III                                  | GB/BHE                              |
| Albert Osswald                                                          | 19. Dezember 1962                                                    | Zinn IV                                   | SPD                                 |
| Rudi Arndt                                                              | 16. September 1964 14. Dezember 1966                                 | Zinn IV Zinn V                            | SPD                                 |
| Minister für Wirtschaft und Technik                                     |                                                                      |                                           |                                     |
| Rudi Arndt                                                              | 3. Oktober 1969                                                      | Osswald I                                 | SPD                                 |
| Heinz Herbert Karry                                                     | 1. Dezember 1970 18. Dezember 1974 12. Oktober 1976 1. Dezember 1978 | Osswald II Osswald III Börner I Börner II | FDP                                 |
| Klaus-Jürgen Hoffie                                                     | 11. Mai 1981                                                         | Börner II                                 | FDP                                 |
| Heribert Reitz (kommissarisch)                                          | 28. September 1982                                                   | Börner II                                 | SPD                                 |
| Ulrich Steger                                                           | 4. Juli 1984                                                         | Börner III                                | SPD                                 |
| Alfred Schmidt                                                          | 24. April 1987                                                       | Wallmann                                  | FDP                                 |
| Minister für Wirtschaft, Verkehr und Technologie                        |                                                                      |                                           |                                     |
| Ernst Welteke                                                           | 5. April 1991                                                        | Eichel I                                  | SPD                                 |
| Minister für Wirtschaft, Verkehr, Technologie und Europaangelegenheiten |                                                                      |                                           |                                     |
| Lothar Klemm                                                            | 26. Januar 1994                                                      | Eichel I                                  | SPD                                 |
| Minister für Wirtschaft, Verkehr und Landesentwicklung                  |                                                                      |                                           |                                     |
| Lothar Klemm                                                            | 5. April 1995                                                        | Eichel II                                 | SPD                                 |
| Dieter Posch                                                            | 7. April 1999                                                        | Koch I                                    | FDP                                 |
| Alois Rhiel                                                             | 5. April 2003                                                        | Koch II                                   | CDU                                 |
| Dieter Posch                                                            | 5. Februar 2009 31. August 2010                                      | Koch III Bouffier I                       | FDP                                 |
| Florian Rentsch                                                         | 31. Mai 2012                                                         | Bouffier I                                | FDP                                 |
| Minister für Wirtschaft, Energie, Verkehr und Landesentwicklung         |                                                                      |                                           |                                     |
| Tarek Al-Wazir                                                          | 18. Januar 2014                                                      | Bouffier II                               | Grüne                               |
| Minister für Wirtschaft, Energie, Verkehr und Wohnen                    |                                                                      |                                           |                                     |
| Tarek Al-Wazir                                                          | 18. Januar 2019 31. Mai 2022                                         | Bouffier III Rhein I                      | Grüne                               |
| Minister für Wirtschaft, Energie, Verkehr, Wohnen und ländlicher Raum   |                                                                      |                                           |                                     |
| Kaweh Mansoori                                                          | 18. Januar 2024                                                      | Rhein II                                  | SPD                                 |

## Bisherige Staatssekretäre
| Name                   | Amtsantritt       | Kabinett                 | Partei    |
| ---------------------- | ----------------- | ------------------------ | --------- |
| Ludwig Keil            | 1. November 1945  | Geiler                   | KPD       |
| Kurt Magnus            | 10. Januar 1951   | Stock                    | 0         |
| Friedrich Wilhelm Reuß | 1. Mai 1951       | Stock – Zinn III         | 0         |
| Leonhard Lutz          | 1. April 1963     | Zinn IV – Zinn V         | parteilos |
| Alfred Härtl           | 15. März 1967     | Zinn V – Osswald I       | SPD       |
| Helmut Schnorr         | 17. Dezember 1970 | Osswald II – Osswald III | SPD       |
| Ekkehard Gries         | 2. Dezember 1975  | Osswald III              | FDP       |
| Otto Kirst             | 20. Oktober 1977  | Börner I – Börner II     | FDP       |
| Otto Schmidt           | 4. Juli 1984      | Börner III               |           |
| Bernd Kummer           | 12. Dezember 1985 | Börner III               | SPD       |
| Otto Kirst             | 24. April 1987    | Wallmann                 | FDP       |
| Dieter Posch           | 1. September 1989 | Wallmann                 | FDP       |
| Jürgen Wefelmeier      | 5. April 1991     | Eichel I                 | SPD       |
| Matthias Kurth         | 27. Januar 1994   | Eichel I – Eichel II     | SPD       |
| Herbert Hirschler      | 7. April 1999     | Koch I – Koch II         | FDP       |
| Bernd Abeln            | 1. Februar 2004   | Koch II                  | CDU       |
| Klaus-Peter Güttler    | 1. Februar 2007   | Koch II – Koch III       | SPD       |
| Steffen Saebisch       | 5. Februar 2009   | Koch III – Bouffier I    | FDP       |
| Mathias Samson         | 18. Januar 2014   | Bouffier II              | Grüne     |
| Philipp Nimmermann     | 18. Januar 2019   | Bouffier III - Rhein I   | Grüne     |
| Jens Deutschendorf     | 18. Januar 2019   | Bouffier III - Rhein I   | Grüne     |
| Umut Sönmez            | 18. Januar 2024   | Rhein II                 | SPD       |
| Lamia Messari-Becker   | 6. Februar 2024   | Rhein II                 | parteilos |
| Ines Fröhlich          | 20. November 2024 | Rhein II                 | SPD       |